# Río Tambopata
El río Tambopata es un río que pertenece a la cuenca del Amazonas, un afluente del río Madre de Dios. Discurre casi totalmente por el Perú, por la región Madre de Dios y la región Puno, pero es un río internacional, ya que un corto tramo forma frontera con Bolivia (departamento de La Paz). Tiene una longitud de 402 km.

## Geografía
El río Tambopata nace por encima de los 3.900 m, en los cerros nevados que dominan el altiplano peruano-boliviano aproximadamente en las coordenadas (14°28′46″S 69°1′23″O / -14.47944, -69.02306) en el departamento de La Paz. Recorre 66 kilómetros por territorio boliviano hasta las coordenadas (14°13′12.5″S 68°49′41″O / -14.220139, -68.82806), en que pasa a formar frontera con el Perú en un tramo de 58 kilómetros. En las coordenadas (13°53′09.5″S 68°58′40″O / -13.885972, -68.97778) se produce la afluencia del río Colorado, partir de este punto el Tambopata se adentra en territorio peruano. En su descenso inicial hacia la llanura de la Amazonía forma rápidos y cascadas al discurrir por profundos valles y cañones. 
Por debajo de los 3000 m atraviesa un ecosistema selvático casi permanentemente cubierto por nubes, conocido como el bosque de neblina o yungas. Al llegar a la llanura amazónica, por debajo de los 500 m, la selva de altura se convierte en la selva amazónica baja y el río Tambopata en un río tranquilo, ancho y sinuoso. Pasa por la ciudad de San Rafael y desemboca en el Madre de Dios en Puerto Maldonado (capital de la Región Madre de Dios, con unos 40.000 habitantes), frente al río de Las Piedras.
En su recorrido, este río atraviesa la Reserva Nacional Tambopata. Sus principales afluentes son el río Mosojhuaico y el río Carama.